# Yozgatspor 1959 Futbol Kulübü
L'Yimpaş Yozgatspor è una società calcistica con sede a Yozgat in Turchia. Fondato nel 1959, il club nel 2013-2014 milita nella TFF 3. Lig. I colori sociali del club sono il rosso ed il nero.

## Stadio
Il club gioca le gare casalinghe al Bozok Stadium che ha una capacità di 8600 posti a sedere.

## Palmarès

### Competizioni nazionali
- TFF 1. Lig: 1

1999-2000
- TFF 2. Lig: 2

1991-1992, 1994-1995
- Bölgesel Amatör Lig: 1

2018-2019